# Fresselines
Fresselines is een gemeente in het Franse departement Creuse (regio Nouvelle-Aquitaine) en telt 671 inwoners (1999). De plaats maakt deel uit van het arrondissement Guéret.
De naam Fresselines is afgeleid van het latijnse fraxinus, es (boom). Het ligt aan de samenloop van de kleine en de grote Creuse. De dichter Maurice Rollinat (1846-1903), die het Parijse leven zat was, trok zich hier in maart 1884 terug. Zijn Parijse vrienden zochten hem hier op, met name Gustave Geffroy, die de schilder Claude Monet meebracht. Monet verbleef in Fresselines in maart-april 1889 en hij maakte er 23 schilderijen.

## Geografie
De oppervlakte van Fresselines bedraagt 30,6 km², de bevolkingsdichtheid is 21,9 inwoners per km².

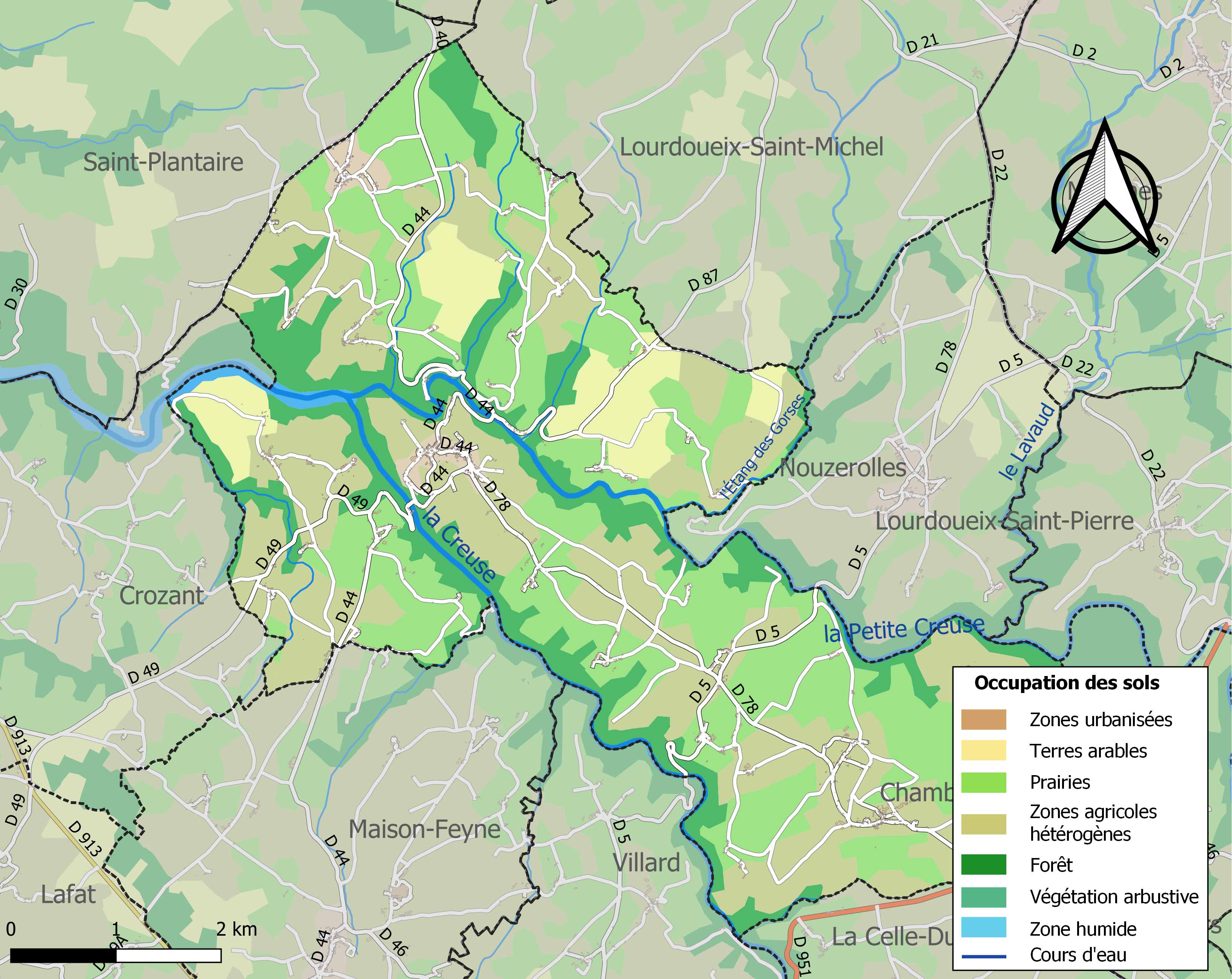
Kaart van de gemeente met de belangrijkste infrastructuur, bodemgebruik en omliggende gemeenten

## Demografie
Onderstaande figuur toont het verloop van het inwonertal (bron: INSEE-tellingen).